# Phaea lawi
Phaea lawi là một loài bọ cánh cứng trong họ Cerambycidae.